# جيمس ر. تايلور
جيمس ر. تايلور هو عالم اجتماع كندي، ولد في 1928.